# Combattant du Nord
Le combattant du Nord est une race de poules domestiques dont on destine les coqs au combat. Il existe également des souches pour les expositions.

## Description
Il existe trois types de combattants du Nord officiellement reconnus par la Société centrale d'aviculture de France, et dans les gallodromes de sa région où le coqueleux le fait combattre par catégorie de poids :
- Le grand combattant du Nord ;
- Le petit combattant du Nord ;
- Le combattant du Nord nain.

## Origine
C'est une race de coq de combat originaire des Hauts-de-France, où il est élevé et où existe encore de nos jours des combats organisés (c'est en effet la seule région de France métropolitaine où sont autorisés les gallodromes). Du fait de leur combativité, très jeunes, les coqs sont élevés séparément ; ils sont écrêtés et ont le barbillon coupé. C'est la race de coqs préférée des Réunionnais et des gens du Nord ; race préférée entre autres pour leur combativité. Ces oiseaux sont appelées « coqs pays et poules pays » ou « coqs la cour et poules la cour » à La Réunion.

## Standard
- Crête : simple
- Oreillons : rouges
- Couleur des yeux : rouge orangé
- Couleur de la peau : jaune
- Couleur des tarses : vert olive ou jaune
- Variétés de plumage : saumoné doré, saumoné doré bleu, saumoné argenté, noir à camail doré, noir à camail argenté, bleu à camail doré, noir, bleu, blanc, rouge.pintelée ou cailloutée. (en concours le type prime sur le coloris)

Grand :
- Masse idéale: Coq : 4 à 5 kg ; Poule : 2,5 à 4 kg
- Œufs à couver : min. 60 g, coquille blanchâtre
- Diamètre des Bagues : Coq : 22 mm ; Poule :20 mm

Petit : 
- Masse idéale: Coq : 1,25 à 1,50 kg ; Poule : 1 à 1,25
- Œufs à couver : min. 35 g, coquille blanchâtre
- Diamètre des Bagues : Coq : 16 mm ; Poule : 14 mm

Nain :
- Masse idéale: Coq : 750 g ; Poule : 625 g
- Œufs à couver : min. 30 g, coquille blanchâtre
- Diamètre des Bagues : Coq : 14 mm ; Poule : 12 mm

## Sources
- Le Standard officiel des volailles (Poules, oies, dindons, canards et pintades), édité par la SCAF.